# Amt Zehdenick
Das Amt Zehdenick war eine kurfürstlich-brandenburgische, später königlich-preußische Verwaltungseinheit im heutigen Landkreis Oberhavel um die Stadt Zehdenick herum. Teile des alten Amtes gehören heute auch zum Landkreis Uckermark. Sie entstand im Spätmittelalter aus der kleinen Herrschaft Zehdenick, die 1524 in ein landesherrliches Amt (auch Schlossamt Zehdenick) umgewandelt worden war. 1551 wurde sie durch die Besitzungen des säkularisierten Klosters Zehdenick stark vergrößert (und nun auch Klosteramt Zehdenick genannt). Durch die Angliederung des Amtes Badingen 1815 erfuhr das Amt eine weitere Vergrößerung. 1872/4 wurde das Amt Zehdenick aufgelöst.

## Geschichte
Das Amt Zehdenick bestand um 1820 aus drei völlig verschiedenen Herrschaftskomplexen: der kleinen Herrschaft Zehdenick, dem Besitz des ehemaligen Klosters Zehdenick und dem Besitz des ehemaligen Klosters Himmelpfort (als Amt Badingen 1815 angegliedert).

### Herrschaft Zehdenick
Burg und Stadt Zehdenick waren im ausgehenden Mittelalter das Zentrum einer kleinen Herrschaft, deren Umfang jedoch erst 1438 fassbar wird. Sie ging aus der Vogtei Zehdenick hervor, d. h. das Gebiet, das vom Vogt der Burg Zehdenick verwaltet wurde. 1438 gab sie der Kurfürst Friedrich I. den von Arnim zu Lehen. Zur Herrschaft gehörten: Schloss Zehdenick mit Zubehör (mit den Vorstädten Damm und Hast), mit dem Eisenhammer und der Sägemühle, Einkünfte aus der Mühle zu Zehdenick und den Diensten der Dörfer Gollin, Kleinmutz, Hammelspring, Hindenburg, Storkow, Krewelin und Wesendorf. Die Dörfer selber (Ober- und Untergericht, Abgaben der Bauern, Patronat) gehörten dem Kloster Zehdenick. 1468 bestätigte Kurfürst Friedrich II. und 1473 Kurfürst Albrecht Achilles diese Belehnung. Ein erster beabsichtigter (Wieder-)Kauf der kleinen Herrschaft durch Kurfürst Joachim I. scheiterte 1503 zunächst an der mangelnden Finanzkraft des Landesherrn. Erst 1528 konnte er die Herrschaft wieder erwerben, allerdings im Tausch gegen die Herrschaft Boitzenburg. Er wandelte den neuen Besitz in ein landesherrliches Amt um, das Amt Zehdenick.

### Kloster Zehdenick
Das um 1250 gegründete Zisterzienserinnenkloster Kloster Zehdenick erwarb bis zur Säkularisation 1541 umfangreichen Grundbesitz, Einkünfte und Rechte in der Uckermark, Barnim, Ruppin und Havelland. Einige Besitztitel gingen schon vor der Säkularisation wieder verloren bzw. wurden wegen der großen Entfernung wieder veräußert (z. B. im Havelland). Der größte Teil der Besitzungen wurde 1551 zum Amt Zehdenick gelegt, das dadurch eine enorme Vergrößerung erfuhr. Ein kleinerer Teil der Klosterbesitzungen kam zur Herrschaft Badingen und Himmelpfort. Ein Teil der weiter entfernt liegenden ehemaligen Klosterbesitzungen wurden im 17. Jahrhundert vom Amt Zehdenick abgetrennt und anderen Ämter angeschlossen.

### Amt Badingen
1815 wurde Amt Zehdenick abermals vergrößert, indem das Amt Badingen aufgelöst und dessen Rechte und Einkünfte dem Amt Zehdenick übertragen wurden.
Das Amt Zehdenick wurde 1872/4 mit der Kreisreform in Preußen aufgelöst. Die letzten Rechte wurden auf die Kreisverwaltungen übertragen.

## Zugehörige Orte
Da sich der Verwaltungsbereich des Amtes Badingen nach 1815 nicht mehr wesentlich veränderte, bzw. durch Verkäufe lediglich kleiner wurde, wird hier der Zustand des Amtes Zehdenick vor der Zusammenlegung der beiden Ämter dargestellt.
- Ackerhof (siehe Damm bzw. Dammhast)
- Ahrensfelde (Gem. im Landkreis Barnim). Das Kloster Zehdenick hatte hier nicht weiter spezifizierte Hebungen (Standezinsen), die an das Amt Zehdenick übergingen und noch 1590 eingefordert wurden.
- Altlüdersdorf (heute ein Ortsteil der Stadt Gransee) (siehe Lüdersdorf)
- Amtsfreiheit Kamp (1801: Amtsfreiheit)(heute in Zehdenick aufgegangen). 1590 hatte das Amtsvorwerk Acker in der Nähe des Zollhauses, genannt der „Kamp“. 1706 wurde das Areal vor und neben dem Amt, die große und kleine Amtsfreiheit, und auch der Kamp mit neuen Stellen besiedelt. Der Gemeindebezirk der Amtsfreiheit Kamp wurde erst 1900 mit Zehdenick vereinigt.
- Bebersee (heute ein Gemeindeteil im Ortsteil Groß Dölln, Stadt Templin). 1723 wurde eine Zaunsetzerstellesog. „Großen Wildzaun“ im Reiersdorfer Forst zum Vorwerk gemacht. 1749 wurden vier Kolonistenfamilien angesetzt. Bebersee bildete zunächst zusammen mit Groß Väter eine Gemeinde; war ab 1782 selbständige Gemeinde.
- Beiersdorf (Ortsteil der Gem. Beiersdorf-Freudenberg). Schon vor 1375 hatte das Kloster Zehdenick hier die Hebungen von fünf Hufen, die später an das Amt Zehdenick übergingen.
- Bergluch (heute Wohnplatz im Ortsteil Vogelsang der Stadt Zehdenick). 1718 wird die Zaunsetzerstelle des Gottfried Wittkopp am Wildzaun im Zehdenicker Revier erstmals genannt. 1725 wurde die Zaunsetzerstelle in ein Vorwerk umgewandelt. 1766 verließen drei angesetzte Kolonisten das Vorwerk wieder. 1767 wurde das Vorwerk einschließlich der drei verlassenen Kolonistenhöfe in Erbpacht an Oberamtmann Lufft gegeben.
- Beutel. Das Dorf war bereits 1375 verlassen. Es kam 1376 von den von Barsdorf in den Besitz der Familie Glutzer, die die Feldmark 1387 zunächst auf Wiederkauf, dann 1393 endgültig an das Kloster Zehdenick verkauften. 1404 verkaufte das Kloster die Trift über die Feldmark Beutel an die Bauern von Röddelin. 1558 kam Röddelin zunächst pfandweise, dann 1577 endgültig an die von Trott in Himmelpfort und damit zur Herrschaft Badingen und Himmelpfort. Es dürfte in der kurzen Zwischenzeit von der Säkularisation des Klosters Zehdenick 1541 bis zur Verpfändung an die von Trott's 1558 vom Amt Zehdenick verwaltet worden sein.
- Buberow (heute ein Ortsteil der Stadt Gransee). Das Dorf war schon vor 1438 in den Besitz des Klosters Lindow gekommen. 1542 wurde der Klosterbesitz säkularisiert und die Klosterbesitzungen kamen zum Amt Lindow. Anfang 1765 wurde es nach Auflösung des Amtes Lindow in das Amt Zehlendorf (bzw. nach dessen Umbenennung in das Amt Friedrichsthal) eingegliedert, und 1819 nach Auflösung des Amtes Friedrichsthal wurde es dem Amt Alt Ruppin zugeordnet. 1846 trat das Amt Alt Ruppin den Ort an das Amt Zehdenick ab.
- Burgwall (heute ein Ortsteil der Stadt Zehdenick). 1790/1 wurde hier auf Betreiben des Entrepreneurs Rathmann eine Glashütte mit Steinkohlenfeuerung errichtet, die aber bereits 1797 wieder schließen musste. 1801 wohnten neben dem Erbpächter Rathmann 19 Einlieger in Burgwall.
- Dammhast (1801: Vorstadt Damm, auch Ackerhof genannt) (heute in Zehdenick aufgegangen). Bereits 1528 wird der Damm vor dem Schloss Zehdenick, der Zollstation war, erwähnt. Die selbständige Gemeinde Dammhast wurde erst 1900 mit Zehdenick vereinigt. 1689 ist ein Heideläufer (Unterförster) in Hast ansässig. 1801 werden Hast und Damm von Bratring noch getrennt behandelt.
- Densow. Das Dorf war bereits 1375 wüst. Von der Familie von Barsdorf kam es 1376 in den Besitz der Familie Glutzer, die die Feldmark 1387 zunächst auf Wiederkauf, dann 1393 endgültig an das Kloster verkauften. 1558 kam die Feldmark zunächst pfandweise, dann 1577 endgültig an die von Trott in Himmelpfort und damit zur Herrschaft Badingen und Himmelpfort. Es dürfte in der kurzen Zwischenzeit von der Säkularisation des Klosters Zehdenick 1541 bis zur Verpfändung an die von Trott's 1558 vom Amt Zehdenick verwaltet worden sein.
- Deutschboden (heute Wohnplatz im Ortsteil Vogelsang, Stadt Zehdenick). 1745 wird erstmals ein Unterförsterhaus in der Heide bei Storkow erwähnt. Die Stelle war seit 1721/2 besoldet, d. h. das Forsthaus könnte bereits seit dieser Zeit bestanden haben.
- Dusterlake (heute ein Wohnplatz im Ortsteil Grunewald, Stadt Templin). 1793 wurde im Forst Reiersdorf ein Forsthaus erbaut.
- Exin (heute Wohnplatz auf der Gemarkung Falkenthal, einem Ortsteil der Gem. Löwenberger Land). 1745 wurde auf dem Feld Exin eine Unterförsterei angelegt. Es ist unklar, ob das Feld Exin die Feldmark eines mittelalterlichen, wüst gefallenen Dorfes ist. Urkundliche Nachweise liegen nicht vor. Das Gebiet war 1541 im Besitz des Klosters und kam 1551 zum Amt Zehdenick. 1801 war es Sitz eines Königlichen Hegemeisters.
- Falkenthal (heute ein Ortsteil der Gem. Löwenberger Land). Das Dorf gehörte zum ursprünglichen Besitz des Klosters Zehdenick. Es wurde 1541 dem Amt Zehdenick zugeordnet. 1801 war es Nebenzollamt.
- Fischerwall (Etablissement und Zollhaus). Schon 1698 stand hier auf dem Gebiet des Amtes Alt Ruppin ein baufälliges Häuschen, 1800 auch Firscherhaus genannt. 1800 und 1817 war hier auch eine (Neben-)Zollstelle. 1846 wurde die Lokalität an das Amt Zehdenick abgegeben.
- Hammelspringer Försterei (heute Wohnplatz auf der Gemarkung Hammelspring, Ortsteil der Stadt Templin). 1803 wurde durch den Entrepreneur Pritzkow von Vogelsang eine Maulbeerplantage an der Brücke über das Dölln-Fließ angelegt. 1825 entstand nebenan eine Unterförsterei.
- Germendorf (Quadengermendorf) (heute Ortsteil der Stadt Oranienburg). Der Ort gehörte bis 1448 zur Burg bzw. Schloss Bötzow, dem späteren Oranienburg. Er muss also vor 1450 an das Kloster Zehdenick gekommen sein. Germendorf kam 1541 zunächst an das Amt Zehdenick; 1652 wurde es dem Amt Oranienburg zugeordnet.
- Görlsdorf (ab ca. 1400 wüste Feldmark, heute zu Hammelspring und Röddelin gehörend). Der Große Lankesee und der Kuhwallsee gehörten seit 1309 dem Kloster. 1375 war das Dorf noch bewohnt. Vermutlich wurde es um 1400 zerstört und nicht wieder aufgebaut. Die Feldmark des Dorfes muss wohl nach 1500 an das Kloster Zehdenick gekommen sein, denn 1560 erhielt das Amt Zehdenick Abgaben von den Bauern von Hammelspring. Noch 1590 ist die Feldmark von Görlsdorf ein Teil der sog. Zehdenicker Klosterheide.
- Gollin (heute Ortsteil der Stadt Templin). Seit 1576 existierte in Gollin eine kurfürstliche Heidereiterei (Oberförsterei). Möglicherweise hatte das Amt auch sechs gr. Hufenzins und das Rauchhuhn der 36 (oder 44 Hufen) von Gollin. 1704/06 wurde die Heidereiterei nach Reiersdorf verlegt und das Grundstück mit dem Gebäude an die von Holzendorf, die Besitzer des Dorfes Gollin verkauft.
- Groß Dölln (heute ein Ortsteil der Stadt Templin). 1560 wurde der Dellensche Teich erwähnt, der dem Amt Zehdenick gehörte. 1725 wurde hier eine Glashütte errichtet, dazu zwei kleine Wohnhäuser für die Arbeiter in der Glashütte.
- Großenhof. Die Kolonie und das Vorwerk Großenhof wurde vor 1800 angelegt. Großenhof war bis 1858 ein selbständiges Etablissement und wurde damals an Dammhast angeschlossen. Dammhast war bis 1900 eine eigenständige Gemeinde und wurde erst in diesem Jahr in Zehdenick eingegliedert.
- Großmutz (Ortsteil der Gem. Löwenberger Land). Das Dorf kam 1323 in den Besitz des Klosters Zehdenick. 1551 kam es zum Amt Zehdenick. 1671 wurde es vom Amt Zehdenick in das Amt Oranienburg umgegliedert.
- Groß Väter (heute Gemeindeteil von Groß Dölln, einem Ortsteil der Stadt Templin). 1723 wurde aus einer Zaunsetzerstelle am sog. „Großen Wildzaun“ im Reiersdorfer Forst ein Vorwerk eingerichtet. 1749 wurden dann fünf Kolonistenfamilien angesetzt. Groß Väter und Bebersee bildeten zunächst eine Gemeinde. 1782 wurde Groß Väter eine eigenständige Gemeinde.
- Großwoltersdorf (Gemeinde im Landkreis Oberhavel). Das Dorf gehörte bis 1502 dem Kloster Lindow. Vor 1525 war es dann an das Kloster Zehdenick gegangen und gelangte dann 1551 an das Amt Zehdenick.
- Grunewald (heute ein Ortsteil der Stadt Templin). 1727 wurde hier eine Zaunsetzerstelle am sog. „Großen Wildzaun“ in ein Vorwerk umgewandelt. 1751 wurden zehn Kolonistenfamilien aus Mecklenburg angesetzt.
- Gutengermendorf. Der Ort gehörte schon zum Hausbesitz der Grafen von Lindow, die im Ort aber nur die Gerichtsbarkeit hatten. Grundherr war das Kloster Zehdenick, dem Dienste und Pächte zustanden. 1664 kam der Ort zunächst pfandweise, später erblich an die Herrschaft Liebenberg.
- Hammelspring (heute ein Ortsteil der Stadt Templin). Das Dorf gehörte wohl schon vor 1375 dem Kloster Zehdenick.[Anmerkung 1] Die Dienste der Bauern standen der Herrschaft Zehdenick zu. 1551 ging es in die Verwaltung des Amtes Zehdenick über. 1803 wurde auf der Gemarkung bei der Hammelspringer Brücke eine Maulbeerplantage angelegt, etwas später auch eine Försterei. 1866 wurde auf der Gemarkung der Alsenhof angelegt.
- Hammelstall (heute Wohnplatz südwestlich der (Kern-)Stadt Zehdenick). 1705 sind Dachdeckerarbeiten auf dem Hammelstall des Amtes Zehdenick dokumentiert. 1731 wurde ein Anbau mit vier Gebinden und eine Scheune errichtet.
- Hast (1801: Vorstadt Hast) (siehe Dammhast).
- Hindenburg (heute ein Ortsteil der Stadt Templin). Der Erwerb des Dorfes durch das Kloster Zehdenick ist urkundlich nicht überliefert, fand jedoch vermutlich bereits im Mittelalter statt. Ausgenommen davon waren die Dienste der Bauern, die spätestens seit 1368 zum Schloß Zehdenick zu leisten waren. Mit der Säkularisation des Klosters 1541 wurden sämtliche Rechte vereinigt (spätestens 1551) und gingen an das Amt Zehdenick. 1801 besaß Hindenburg bereits eine Ziegelei.
- Hohenfelde (heute ein Wohnplatz der Stadt Templin). 1857 erbaute der Lehnschulze Bahrfeld auf Amtsgebiet ein Gehöft, das Hohenfelde genannt wurde.
- Kamp (1801: Vorstadt Camp) (siehe Amtsfreiheit Kamp)
- Kannenburger Schleuse (heute ein Wohnplatz auf der Gemarkung Hammelspring, einem Ortsteil der Stadt Templin). 1580 bildete die Lokalität die Grenze zwischen der Herrschaft Badingen und Himmelpfort und dem Amt Zehdenick. 1740 wurde hier ein Schleusenmeistergehöft errichtet, das erst 1858 in den Gemeindebezirk Hammelspring eingegliedert wurde. Hier lag im Mittelalter eine Burg oder festes Haus und wahrscheinlich auch eine Siedlung.
- Kappe (heute ein Ortsteil der Stadt Zehdenick). 1664 erstmals genannt, gehörte der Bereich der Kappe zum Beritt des Heidereiters von Zehdenick. 1766/7 wurde mit dem Aufbau der Kolonie Kappe begonnen. 1775 lebten bereits über 200 Personen in Kappe.
- Kelkendorf (heute ein Wohnplatz in der Gem. Großwoltersdorf). Das mittelalterliche Dorf fiel im 14. Jahrhundert wüst. Die Feldmark gehörte seit mindestens 1326 dem Kloster Zehdenick. Im 16. Jahrhundert wurde die Feldmark von den Bauern von Großwoltersdorf genutzt. Mit der Säkularisation des Klosters Zehdenick kam auch die Feldmark zum Amt Zehdenick. 1701 und 1746 wurde die Feldmark vermessen. Anscheinend gab es Pläne zum Wiederaufbau der Siedlung. Diese wurden aber erst 1753 umgesetzt. Bis 1756 wurden acht ausländische kleine Wirte angesetzt. 1817 wurde Kelkendorf als Kolonie und Schäferei beschrieben.
- Klein Dölln (heute ein Gemeindeteil von Groß Dölln, einem Ortsteil der Stadt Templin). 1757 wurde am Döllnfließ eine unterschlächtige Mühle mit einem Gang „bey der Potzern-Schleuse“ errichtet. 1790/1 wurden hier sechs Büdner angesiedelt. Die Mühle wurde 1791 als Dölln-Mühle, 1795 als Poltzener Mühle bezeichnet. Bis 1801 war dort auch ein Teerofen und ein Krug eingerichtet worden.
- Klein-Mutz (heute Ortsteil der Stadt Zehdenik). 1288 bestätigten die brandenburgischen Markgrafen Otto IV. und Konrad die Übereignung von 16 Hufen Land durch Thethardus de Wozstrow an das Kloster Zehdenick.[1] Später war das gesamte Dorf im Besitz des Klosters mit Ausnahme der Dienste der Bauern, die zur Burg bzw. Schloss Zehdenick zu leisten waren. 1551 kam es somit an das Amt Zehdenick.
- Klosterwalde (heute ein Ortsteil der Stadt Templin). Das Dorf war schon vor 1375 im Besitz des Klosters. Im Dorf gingen alle Abgaben an das Kloster mit Ausnahme der Bede, die H. Romer einziehen durfte.
- Kraatz. Das Dorf Kraatz gehörte zum Hausbesitz der Grafen von Lindow-Ruppin und kam auf diesem Weg an das Amt Alt Ruppin, 1846 wurde der Ort an das Amt Zehdenick abgegeben.
- Krewelin (heute Ortsteil der Stadt Zehdenick). 1318 wurde ein Gans zu Putlitz mit einem Hof und der Kirche in Krewelin belehnt. Schon vor 1438 hatten die Bauern ihre Dienste zum Schloss Zehdenick zu leisten. Das Dorf selber war ebenfalls schon vor 1438 an das Kloster Zehdenick gekommen.
- Kurtschlag (heute ein Ortsteil der Stadt Zehdenick). 1733 wird die Kurtschlagsche Schleuse am Döllnfließ erstmals genannt. 1736 wurde dort aus der ehemaligen Pottaschensiederei ein Vorwerk errichtet. 1749/50 wurden zehn Kolonistenfamilien beim Vorwerk und auf Vorwerkland angesiedelt. Das Vorwerk wurde aufgegeben.
- Lamprechtswalde (heute ein Wohnplatz auf der Gemarkung Klein-Mutz, einem Ortsteil der Stadt Zehdenick). 1825 wurde das Etablissement Lamprechtswalde vom Lehnschulzen Lamprecht zu Klein-Mutz auf einem vom Amt Zehdenick gekauften Grundstück zwischen Krewelin und Neuholland neu angelegt.
- Lindenberg (heute ein Ortsteil der Gem. Ahrensfelde, Landkreis Barnim). Schon vor 1375 hatte das Kloster das Dorf Lindenberg erworben, mit Ausnahme der Dienste und der Pacht erworben. 1685 wurde der Ort dem Amt Biesenthal zugeordnet, 1748 zum Amt Mühlenhof verlegt.
- Lüdersdorf, Dorf (heute Altlüdersdorf und Neulüdersdorf). Das Dorf bzw. nachher die Feldmark war Hausbesitz der Grafen von Lindow-Ruppin und gehörte danach zum Amt Alt Ruppin. Das mittelalterliche Dorf war 1422 und 1429 von mecklenburgischen Rittern und deren Gefolge ausgeraubt worden. Vermutlich wurde der Ort dabei so geschädigt, dass er aufgegeben wurde. 1525 ist Lüdersdorf eine wüste Feldmark (ohne Dorf), die vom Amt mit Hilfe von Pflugdiensten von Bauern anderer Amtsdörfer bewirtschaftet wurde. 1537 wurde auf der Feldmark ein Vorwerk errichtet. 1691 wurde das Vorwerk in ein Dorf umgewandelt. Zwölf Schweizer Familien wurden an der alten Dorfstelle angesetzt. 1827 wird der nördliche Teil der Feldmark abgetrennt und zur Anlage von 21 Einzelgehöften bestimmt. Bis 1846 sind aber erst 12 Wohnhäuser entstanden. Die Siedlung wird Neulüdersdorf genannt, während für Lüdersdorf sich die Benennung Altlüdersdorf durchsetzt. 1846 wurde Alt- und Neulüdersdorf an das Amt Zehdenick abgetreten.
- Nassenheide (heute ein Ortsteil der Gemeinde Löwenberger Land). 1428 war das Kloster Zehdenick im Besitz des Dorfes. Die Dienste der Bauern gingen jedoch an das Schloss Bötzow. Ab 1541/51 wurde das Dorf vom Amt Zehdenick verwaltet. 1652 kam das Dorf zum Amt Oranienburg.
- Neuhof (heute ein Wohnplatz der Stadt Zehdenick). 1706 wird erstmals eine Zaunsetzerstelle in der sog. Klosterheide genannt, die 1736 zu einem Vorwerk des Amtes Zehdenick gemacht wurde. Wann die „Wüste Feldmark Neuhof“ (1590 so genannt) an das Kloster kam, und ob es tatsächlich ein mittelalterliches Dorf gab, ist urkundlich nicht erwiesen. Ab 1766/7 wurde das Vorwerk in Erbpacht vergeben.
- Neulögow (heute ein Ortsteil der Stadt Gransee). Das Dorf Neulögow wurde 1421 von Mecklenburgischen Truppen beraubt und zerstört. Es wurde nicht wieder aufgebaut. Die wüste Feldmark war 1590 im Besitz des Amtes Zehdenick. Wie und wann sie in dessen Besitz gekommen ist, ist unklar. Sie könnte schon im Besitz des Klosters Zehdenick gewesen sein. 1688 wurde das Dorf durch französische Kolonisten neu angelegt; allerdings scheint dies ein Fehlschlag gewesen zu sein, denn die Kolonisten verließen den Ort bald wieder. Erst 1747 wurde das heutige Dorf durch Pfälzer Kolonisten neu besiedelt.
- Neulüdersdorf (Ortsteil der Stadt Gransee) (siehe Lüdersdorf)
- Polzow (Boltze) (Wüstung, die Dorfstätte lag nordwestlich des Kleinen Wentowsees). Das Kloster erwarb dieses Dorf 1393 von einem Vorbesitzer namens von der Osten. Wahrscheinlich war das Dorf aber schon 1393 wüst. Die Feldmark blieb bis 1541 im Besitz des Klosters Zehdenick und ging 1551 in die Verwaltung des Amtes über. 1753 wurde nahe bei Großwoltersdorf eine Büdnerkolonie mit Namen Poltzow eingerichtet, die jedoch bald mit Großwoltersdorf zusammenwuchs. Auf der alten Feldmark, aber auch deutlich von der alten Dorfstätte entfernt, liegt der heute zum Ortsteil Seilershof (Stadt Gransee) gehörende, um 1850 angelegte Wohnplatz Polzower Wachthaus.
- Forsthaus Ramin (eingegangenes Forsthaus bei Zehdenick).
- Reiersdorf (heute ein Gemeindeteil von Gollin, einem Ortsteil der Stadt Templin). Das mittelalterliche Dorf war wahrscheinlich schon 1375 wüst. 1572 war die Feldmark im Besitz der von Greiffenberg zu Flemsdorf und Bruchhagen, die sie in diesem Jahr an das Amt Zehdenick verkauften. Schon einige Jahre vor 1704 (1704 ... vor etlichen Jahren errichtet ...) wurde ein neues Haus für den Heidereiter (Oberförster) errichtet. Auf der Feldmark, später Forstrevier, wurden ab 1723 die Vorwerke Bergluch, Dusterlake und Grunewald errichtet.
- Schmelze, Kalkbrennerei[2] (existiert nicht mehr, vermutlich im Bereich des Schmelzfließ, in Zehdenick aufgegangen).
- Storkow (heute Ortsteil der Stadt Templin). Das Dorf gehörte zur Herrschaft Badingen und Himmelpfort, jedoch hatten die Bauern nach dem Erbregister von 1574 die Dienste zum „Haus Zehdenick“ und zur Jagd zu leisten[3]. Auch hatten die Bewohner 2½ Schock 6 gr. Blockgeld und 18 Scheffel Hafer an das Schloßamt zu zahlen.
- Vogelsang (heute Ortsteil der Stadt Zehdenick). Aus einer 1704 genannten Zaunsetzerstelle am sog. „Großen Wildzaun“ wurde einige Jahre vor 1736 ein Vorwerk errichtet. 1745 wird neben dem Vorwerk ein „Wirtshaus“ genannt. 1761 wurde das Vorwerk in Erbpacht gegeben.
- Wesendorf. Das Dorf war bis 1452 im Besitz der von Barsdorf, die es in diesem Jahr an das Kloster Zehdenick veräußerten[4]. Die Dienste der Bauern waren jedoch zur Burg bzw. Schloss Zehdenick zu leisten. 1551 waren die beiden Teile wieder vereinigt.
- Wiesenwärter, Heidewärterhaus[2] (in Zehdenick aufgegangen)
- Wolfsluch (heute Wohnplatz in der Gemeinde Großwoltersdorf). 1816 wurde hier eine neue Unterförsterei angelegt. 1808 war die alte Unterförsterei beim Brand des Dorfes Großwoltersdorf abgebrannt.
- Wucker (1801: Wackersee, Wöckersee) (heute ein Wohnplatz im Ortsteil Groß Dölln der Stadt Templin). 1781 wurde in der Reiersdorfer Heide eine neue Unterförsterei errichtet.
- Zehdenick. Südlich der Stadt befand sich auf dem Areal des früheren Klosters der Amtssitz des Amtes Zehdenick. In der Stadt gehörten dazu das Vorwerk, zwei Wassermühlen, eine Lohmühle, eine Walkmühle und eine Schneidemühle.

Nach der Vereinigung mit dem Amt Badingen wurden auf Amtsgebiet angelegt:
- Steinfeld (heute Wohnplatz auf der Gemarkung Storkow, Ortsteil der Stadt Templin). 1846 wurden an dieser Lokalität 7 Kossäten angesiedelt.
- Alsenhof (heute Wohnplatz im Ortsteil Hammelspring der Stadt Templin). 1866 wurde das Ackergehöft, das schon vorher vom Hegemeister Streichhan errichtet wurde und zu dieser Zeit im Besitz von Carl Nietner war Alsenhof genannt.

## Amtleute und Pächter
- unbestimmt, Raban Freiherr von Canstein († 1680)[5]
- 1775 Carl Gottlieb Luft, Oberamtmann[6]
- 1798 Lufftsche Erben[7]
- 1804 Lufftsche Erben, Assistent Kriele[8]
- 1818 Klemming, Rentbeamter[9]
- 1824 Klemming, Schulze, Rentbeamte[10]
- 1832 Wimmer, Domänenactuarius ad interim[11]
- 1841 Wimmer, Domänenrentmeister[12]
- 1848 Wimmer, Domänenrat[13]
- 1868 Fischer, Oberamtmann, wurde 1868 zum Feuerlösch-Commissarius für den IX. Bezirk des Kreises Templin gewählt[14]

## Anmerkung
1. ↑  Die Dörfer des Klosters Zehdenick werden im Landbuch Karls IV. nicht beschreiben, sondern nur wenn im Teilbesitz des Klosters.